# Bob Wilkerson
Robert Lee "Bobby" Wilkerson, né le 15 août 1954 à Anderson, Indiana, est un ancien joueur américain de basket-ball. Il évolue durant sa carrière aux postes d'ailier ou d'arrière.
Issu de l'équipe universitaire des Hoosiers de l'Indiana, il est drafté en 1976 par les SuperSonics de Seattle en 11e position.
Il a évolué en NBA durant 7 saisons.